# Bryum argyroglyphodon
Bryum argyroglyphodon är en bladmossart som beskrevs av Philibert 1900. Bryum argyroglyphodon ingår i släktet bryummossor, och familjen Bryaceae. Inga underarter finns listade i Catalogue of Life.